# WPA (野球)
WPA(Win Probability Added)は野球のセイバーメトリクスで用いられる指標のひとつ。チームの勝利にどれだけ寄与したかという勝利貢献度を表している。同様に勝利貢献度を表す指標にWARやWin Shares等がある。

## 概要
統計によって算出された勝利期待値(Win Expectancy)に基づいて、プレーの前後で変化した自チームの勝利期待値の差分がWPAである。試合開始時の勝利期待値は両チームとも0.5勝なので、勝利チーム全体のWPAは1勝-0.5勝＝+0.5となる。

### 有用性
従来のセイバーメトリクスでは、イニングや塁上のランナー、アウトカウント等の状況に左右されない公平な指標が用いられてきたが、WPAはあえて状況を考慮する事で実際の試合展開に即した貢献度の評価を行っている。一方で選手の能力と無関係の状況を考慮しているため、WPAから選手の能力を直接評価する事はできない点に注意が必要である。

## 勝利期待値
勝利期待値を求める方法は様々である。過去の試合結果から状況と勝敗を調査して求める方法、得点確率や得点期待値から数式で算出する方法等がある。

## 評価基準
| 評価       | WPA  |
| ---------- | ---- |
| 素晴らしい | +6.0 |
| 非常に良い | +3.0 |
| 平均以上   | +2.0 |
| 平均       | +1.0 |
| 平均以下   | 0.0  |
| 悪い       | -1.0 |
| 非常に悪い | -3.0 |